# Fiesso Umbertiano
Fiesso Umbertiano es una localidad y comune italiana de la provincia de Rovigo, región de Véneto, con 4.350 habitantes.

## Evolución demográfica
| Gráfica de evolución demográfica de Fiesso Umbertiano entre 1861 y 2001 |
|                                                                         |
| Fuente ISTAT - elaboración gráfica de Wikipedia                         |